# 布拉德利·克拉恩
布拉德利·克拉恩（英語：Bradley Klahn，1990年8月20日—）是一位美國職業網球運動員。

## 外部連結
- 布拉德利·克拉恩（英文/西班牙文）的官方資料
- 布拉德利·克拉恩的國際網球總會 職業／青少年 官方資料（英文）
- 布拉德利·克拉恩的官方資料（英文）